# 船帆座IU
船帆座IU，又名CD-42 4875，HD 77320、SAO 220738、HR 3593，是船帆座的一颗恒星，视星等为6.07，位于銀經264.82，銀緯1.96，其B1900.0坐标为赤經8h 56m 43.6s，赤緯-42° 1.96′ 58″。